# 3134 Kostinsky
3134 Kostinsky је астероид. Приближан пречник астероида је 50,01 ,
а средња удаљеност астероида од Сунца износи 3,985 астрономских јединица (АЈ).
Инклинација (нагиб) орбите у односу на раван еклиптике је 7,634 степени, а орбитални период износи 2905,891 дана (7,955 година). Ексцентрицитет орбите астероида износи 0,221.
Апсолутна магнитуда астероида износи 10,70 а геометријски албедо 0,037.
Астероид је откривен 5. новембра 1921. године.